# Route Adélie de Vitré
Pour les articles homonymes, voir Adélie et Vitré.
La Route Adélie est une course cycliste d'un jour, une classique, se disputant à Vitré (France) en avril. 
Cette course a été créée en 1996 en remplacement du Tour d'Armorique. Elle est classée en catégorie 1.1 depuis 2005 par l'UCI.
La Route Adélie de Vitré, par décision de son comité d'organisation, se retire de la Coupe de France de cyclisme en 2008 avant de revenir en 2012.
Elle est organisée par le Comité d'animation cycliste du pays de Vitré et sponsorisée par la Ville de Vitré et le groupe Les Mousquetaires, principal employeur de la région, via sa filiale, fabricant de crèmes glacées « Les Délices du Valplessis » vendant ses produits sous la marque « Adélie », d'où le nom. 
L'édition 2020 est annulée, en raison de la pandémie de Covid-19.

## Palmarès
| Année | Vainqueur                                          | Deuxième                                           | Troisième                                          |
| ----- | -------------------------------------------------- | -------------------------------------------------- | -------------------------------------------------- |
| 1996  | Marc Bouillon                                      | Thierry Marie                                      | Sergueï Ivanov                                     |
| 1997  | Nicolas Jalabert                                   | Cyril Saugrain                                     | Germano Pierdomenico                               |
| 1998  | Jaan Kirsipuu                                      | Paul Van Hyfte                                     | Pascal Lino                                        |
| 1999  | Torsten Schmidt                                    | Nicolas Vogondy                                    | Max van Heeswijk                                   |
| 2000  | Laurent Brochard                                   | Jan Bratkowski                                     | Oscar Cavagnis                                     |
| 2001  | Jaan Kirsipuu                                      | Stéphane Heulot                                    | Laurent Brochard                                   |
| 2002  | Marcus Ljungqvist                                  | Stéphane Heulot                                    | Laurent Brochard                                   |
| 2003  | Sébastien Joly                                     | Henk Vogels                                        | Laurent Brochard                                   |
| 2004  | Anthony Geslin                                     | Sergio Marinangeli                                 | Pierrick Fédrigo                                   |
| 2005  | Daniele Contrini                                   | Moisés Aldape                                      | Jérôme Pineau                                      |
| 2006  | Samuel Dumoulin                                    | Aitor Galdós                                       | Anthony Geslin                                     |
| 2007  | Rémi Pauriol                                       | Alexander Khatuntsev                               | Yann Huguet                                        |
| 2008  | Kevyn Ista                                         | Benoît Vaugrenard                                  | Jérémie Galland                                    |
| 2009  | Jérôme Coppel                                      | David Le Lay                                       | Romain Feillu                                      |
| 2010  | Cyril Gautier                                      | Laurent Pichon                                     | Benoît Vaugrenard                                  |
| 2011  | Renaud Dion                                        | Gianni Meersman                                    | Steven Tronet                                      |
| 2012  | Roberto Ferrari                                    | Laurent Pichon                                     | Julien Simon                                       |
| 2013  | Alessandro Malaguti                                | Yauheni Hutarovich                                 | Justin Jules                                       |
| 2014  | Bryan Coquard                                      | Julien Simon                                       | Benoît Jarrier                                     |
| 2015  | Romain Feillu                                      | Nacer Bouhanni                                     | Timothy Dupont                                     |
| 2016  | Bryan Coquard                                      | Clément Venturini                                  | Samuel Dumoulin                                    |
| 2017  | Laurent Pichon                                     | Cyril Gautier                                      | Julien Simon                                       |
| 2018  | Silvan Dillier                                     | Benoit Vaugrenard                                  | Justin Mottier                                     |
| 2019  | Marc Sarreau                                       | Bram Welten                                        | Clément Venturini                                  |
| 2020  | Édition annulée pour cause de pandémie de Covid-19 | Édition annulée pour cause de pandémie de Covid-19 | Édition annulée pour cause de pandémie de Covid-19 |
| 2021  | Arvid de Kleijn                                    | Emmanuel Morin                                     | Jason Tesson                                       |
| 2022  | Axel Zingle                                        | Dorian Godon                                       | Valentin Ferron                                    |
| 2023  | Fredrik Dversnes                                   | Kévin Vauquelin                                    | Louis Barré                                        |
| 2024  | Jenthe Biermans                                    | Sandy Dujardin                                     | Alexandre Delettre                                 |
| 2025  | Stian Fredheim                                     | Paul Penhoët                                       | Émilien Jeannière                                  |